# Карагайлы-Аят (река)
Карагайлы-Аят (в верховьях Акмулла) — река на юге Челябинской области России и Костанайской области Казахстана. Сливаясь с рекой Сухая, образует реку Арчаглы-Аят. Длина 106 км.
Берёт начало в Джабык-Карагайском бору северо-западнее села Акмулла (Карталинский район России). Течёт сначала на юг, затем поворачивает на восток. Принимает ряд притоков: Сухой Дол, Журумбай, Яндырка.
На некоторых участках образует государственную границу между Россией и Казастаном.
На берегах реки открыто несколько десятков археологических объектов разного времени (поселения Каменный Амбар, Журумбай, Елизаветпольское-20, могильник Каменный Амбар-5, курганы «с усами»).